# Haus Ritter

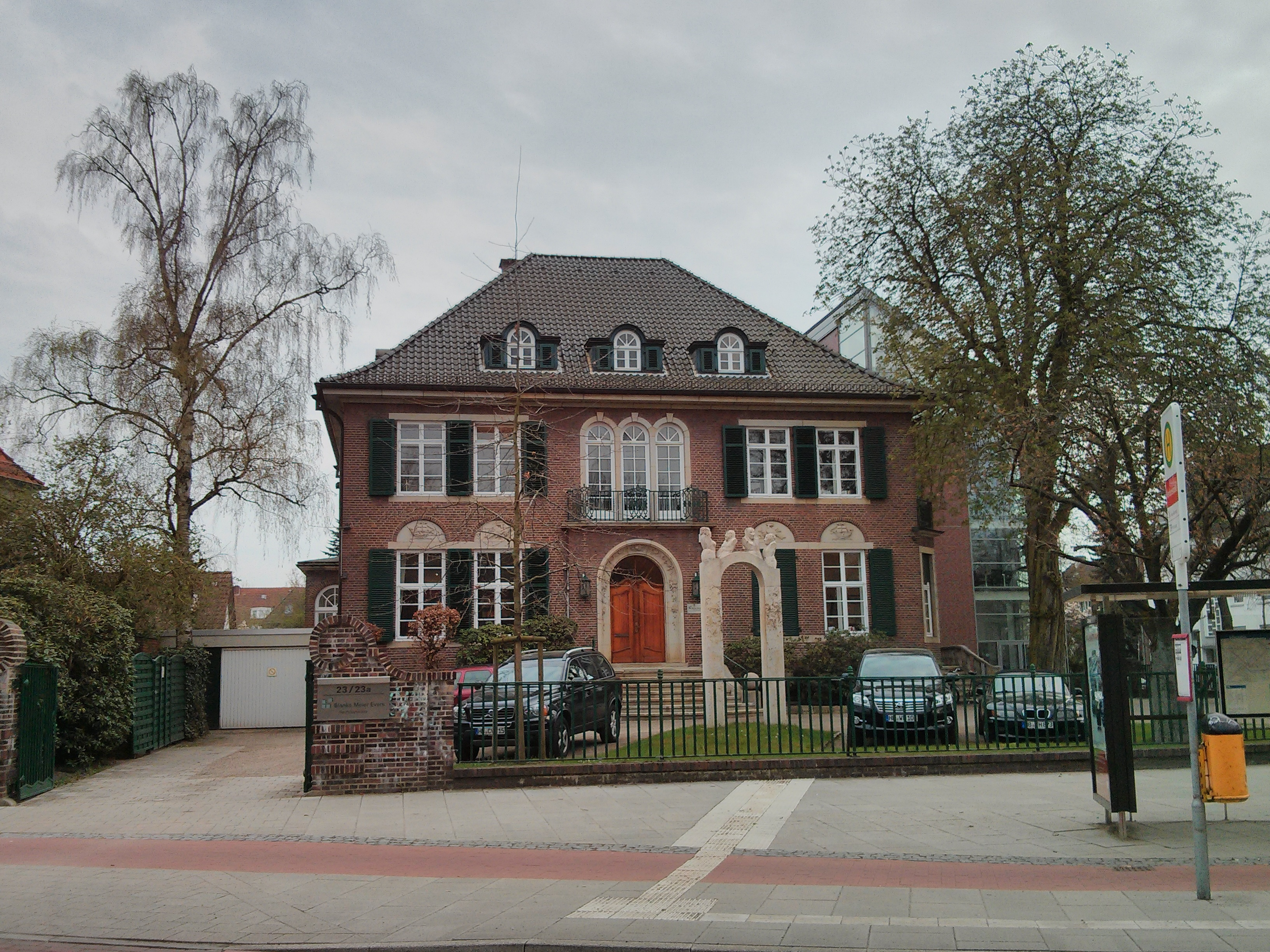
Haus Ritter

Das Haus Ritter befindet sich in Bremen, Stadtteil Schwachhausen, Ortsteil Schwachhausen, Kurfürstenallee 23. Die Villa entstand 1928 nach Plänen von Fritz Strohecker. Sie steht seit 1994 unter Bremer Denkmalschutz.

## Geschichte
Die zweigeschossigen, große, verklinkerte Villa mit Walmdach und in L-Form wurde 1928 in der Zwischenkriegszeit im konservativen Stil und klarer Formensprache gebaut. Bauherr war der Tabakkaufmann sowie Bremer Senator (nur 1933) und Staatsrat (1933–1945) Hermann Ritter (DNVP).
In der Nähe stehen weitere bemerkenswerte Häuser wie das Oelzweig-Haus (Nr. 8), Villa Halle (Nr. 11) und das Bremer Logenhaus (Nr. 15).
Zeitweise war hier bis 2016 der Ansgarii-Hort angesiedelt. Um 2016/18 stand das Haus leer und eine Diskussion um eine Nutzung wurde geführt. Heute (2018) wird das Haus durch Büros genutzt. Durch hintere Anbauten verlor das Gebäude seine klare Form.